# Göncz Árpád városközpont (métro de Budapest)
Göncz Árpád városközpont (ancien Árpád híd) est une station du métro de Budapest. Elle est sur la ligne 3.